# Département Haut-Rhin
Das Département du Haut-Rhin [oʀɛ̃] (deutsch meist Departement Oberelsass, seltener auch Hochrhein oder Oberrhein) ist das französische Département mit der Ordnungsnummer 68. Seine Hauptstadt ist Colmar. Es liegt in der Region Grand Est im Osten des Landes und ist, in Abgrenzung zu dem anderen elsässischen Département Bas-Rhin (wörtlich Nieder-Rhein), benannt nach seiner quellnäheren Lage am Rhein, der die Grenze zu Deutschland bildet. 
Gemeinsam mit Bas-Rhin bildet Haut-Rhin die Europäische Gebietskörperschaft Elsass. Seit deren Gründung Anfang 2021 dient das Département nur noch als Verwaltungsbezirk des französischen Staats, ist aber keine Gebietskörperschaft mit eigenen Rechten und Organen mehr. 
Laut einer Umfrage im Jahr 2013 beherrschten 38 % der Einwohner noch einen alemannischen Dialekt. Damit sind die deutschen Dialekte hier weniger weit verbreitet als im Département Bas-Rhin, jedoch mehr als im lothringischen Département Moselle.

## Geographie
Das Département liegt im Südosten der Region Grand Est und im Süden des Elsass. Seine östliche Grenze ist  der Oberrhein, im Westen ziehen sich die Vogesen durch das Land und im Süden die Ausläufer des Schweizer Jura.
Das Département grenzt im Norden an das elsässische Département Bas-Rhin, im Osten an das Bundesland Baden-Württemberg, im Südosten an die Schweizer Kantone Basel-Stadt, Basel-Landschaft und Solothurn, im Süden an den Kanton Jura, im Südwesten an das Département Territoire de Belfort der Region Franche-Comté sowie im Westen an das Département Vosges der ehemaligen Region Lothringen.
|  |  |

## Geschichte

### Gründung und ältere Geschichte
Das Département wurde während der französischen Revolution am 4. März 1790 aus dem südlichen Teil der bis dahin bestehenden Provinz Alsace gebildet. Es gliederte sich in die drei Distrikte (frz.: district) Altkirch, Belfort und Colmar, die Vorläufer der Arrondissements. Das Département und die Distrikte gliederten sich wiederum in 32 Kantone und hatten ca. 290.000 Einwohner. Hauptstadt war bereits damals Colmar.
Die Arrondissements Altkirch, Belfort, Colmar, Delémont (Delsberg) und Porrentruy (Pruntrut, ehemaliges Département du Mont Terrible) wurden am 17. Februar 1800 eingerichtet. Am 30. Mai 1814 wurden die Arrondissements Delémont und Porrentruy aufgelöst, da der Wiener Kongress deren Gebiet dem Schweizer Kanton Bern zugesprochen hatte. 1857 wurde das Arrondissement Altkirch durch Mulhouse ersetzt.

### Bezirk Oberelsaß

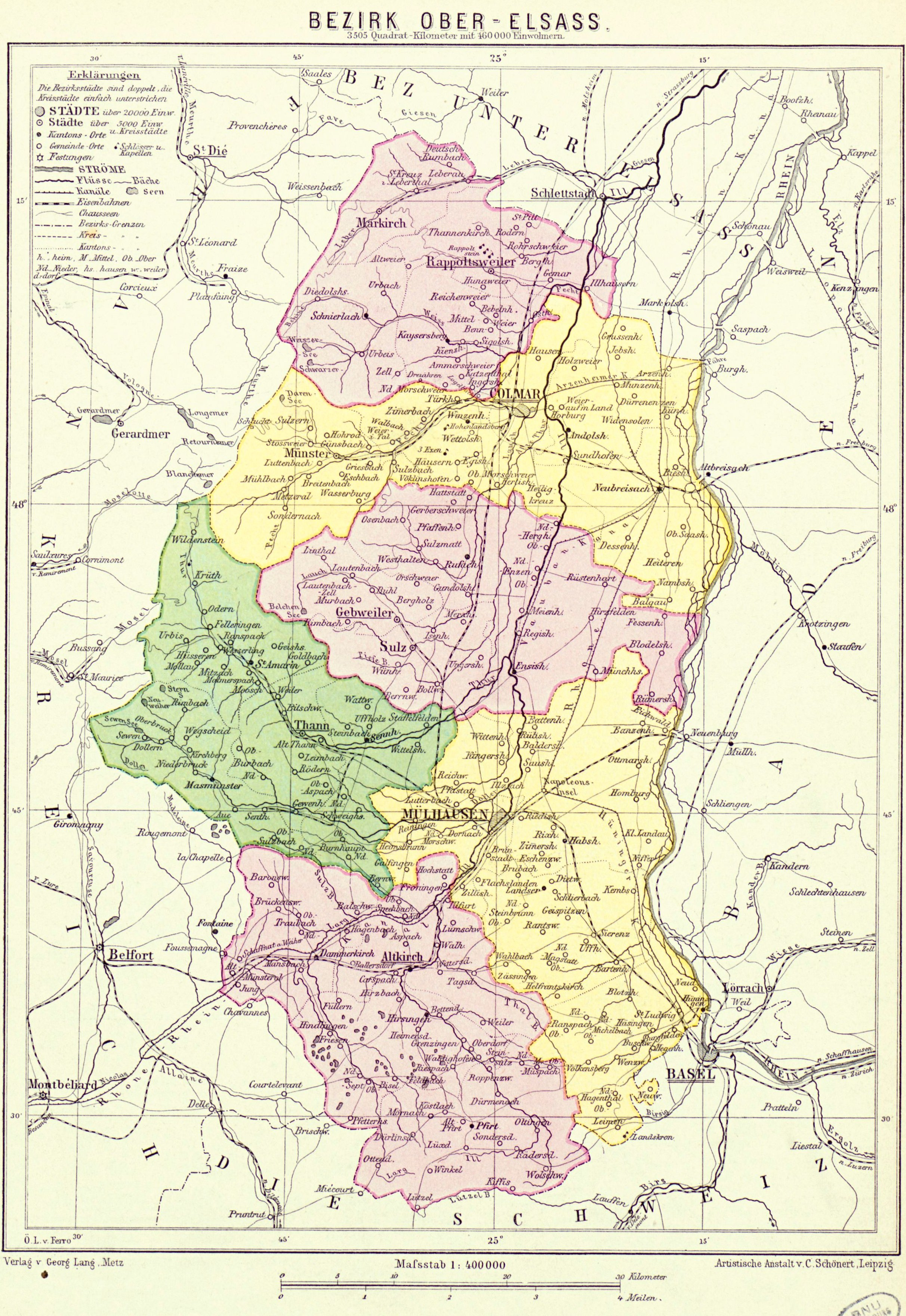
Bezirk Oberelsaß 1890

Vom 10. Mai 1871 (Friede von Frankfurt) bis zum 28. Juni 1919 (Friedensvertrag von Versailles) war das Département ein Teil des Deutschen Reiches. Als Bezirk Oberelsaß gehörte es zum Reichsland Elsaß-Lothringen. Der Bezirk gliederte sich in die sechs Kreise: Altkirch (wie gehabt), Gebweiler, Colmar (wie gehabt), Mülhausen (wie gehabt), Rappoltsweiler und Thann. Das Arrondissement Belfort mit seiner französischsprachigen Bevölkerung blieb als Territoire de Belfort bei Frankreich. Der Bezirk Oberelsaß umfasste damals 3.508 km² und zählte 1885 462.549 Einwohner.
An der Spitze des Bezirks stand ein Bezirkspräsident; Bezirkspräsidenten waren:
| Präsident                              | Amtszeit  |
| -------------------------------------- | --------- |
| Robert von der Heydt                   | 1871–1875 |
| Adolf Ernst von Ernsthausen            | 1875–1879 |
| Ludwig Ferdinand Timme                 | 1880–1888 |
| Gustav von Jordan                      | 1888–1898 |
| Alexander zu Hohenlohe-Schillingsfürst | 1898–1906 |
| Albert August Wilhelm von Puttkamer    | 1906–1918 |

Die Volksvertretung im Bezirk war der Bezirkstag. Dieser wählte zehn Mitglieder in den Landesausschuss des Reichslandes Elsaß-Lothringen, bis 1911 mit der Verfassung der Landtag eingerichtet wurde.

### Seit Ende des Ersten Weltkriegs
Mit der Wiedereingliederung des Départements nach Frankreich 1919 wurde die Gliederung der Kreise nahezu komplett in Arrondissements übernommen. Gebweiler wurde wieder zu Guebwiller, Mülhausen wurde zu Mulhouse, Rappoltsweiler zu Ribeauvillé, lediglich Colmar wurde in Colmar-Ville und Colmar-Campagne aufgeteilt, die jedoch 1934 wieder zusammengelegt wurden. Das Territoire de Belfort wurde nicht wieder in das Département Haut-Rhin integriert, sondern 1922 ein eigenständiges Département Frankreichs. 1941 wurde ihm die Nummer 90 zugeteilt.
Von 1960 bis 2015 bildete das Elsass eine eigene Region, die 2016 in der Region Grand Est aufging.
Die Départements Haut-Rhin und Bas-Rhin waren im Frühjahr 2020 die am stärksten von der COVID-19-Pandemie betroffenen Départements in Frankreich.

## Städte
Die bevölkerungsreichsten Gemeinden des Départements Haut-Rhin sind:
| Stadt                      | Einwohner (2022) | Arrondissement |
| -------------------------- | ---------------- | -------------- |
| Mulhouse (Mülhausen)       | 104.924          | Mulhouse       |
| Colmar                     | 67.360           | Colmar         |
| Saint-Louis (Sankt Ludwig) | 22.530           | Mulhouse       |
| Illzach                    | 15.115           | Mulhouse       |
| Wittenheim                 | 15.491           | Mulhouse       |
| Rixheim                    | 14.125           | Mulhouse       |
| Kingersheim                | 13.265           | Mulhouse       |
| Riedisheim                 | 12.154           | Mulhouse       |
| Cernay (Sennheim)          | 11.737           | Thann          |
| Guebwiller (Gebweiler)     | 11.090           | Guebwiller     |

## Verwaltungsgliederung

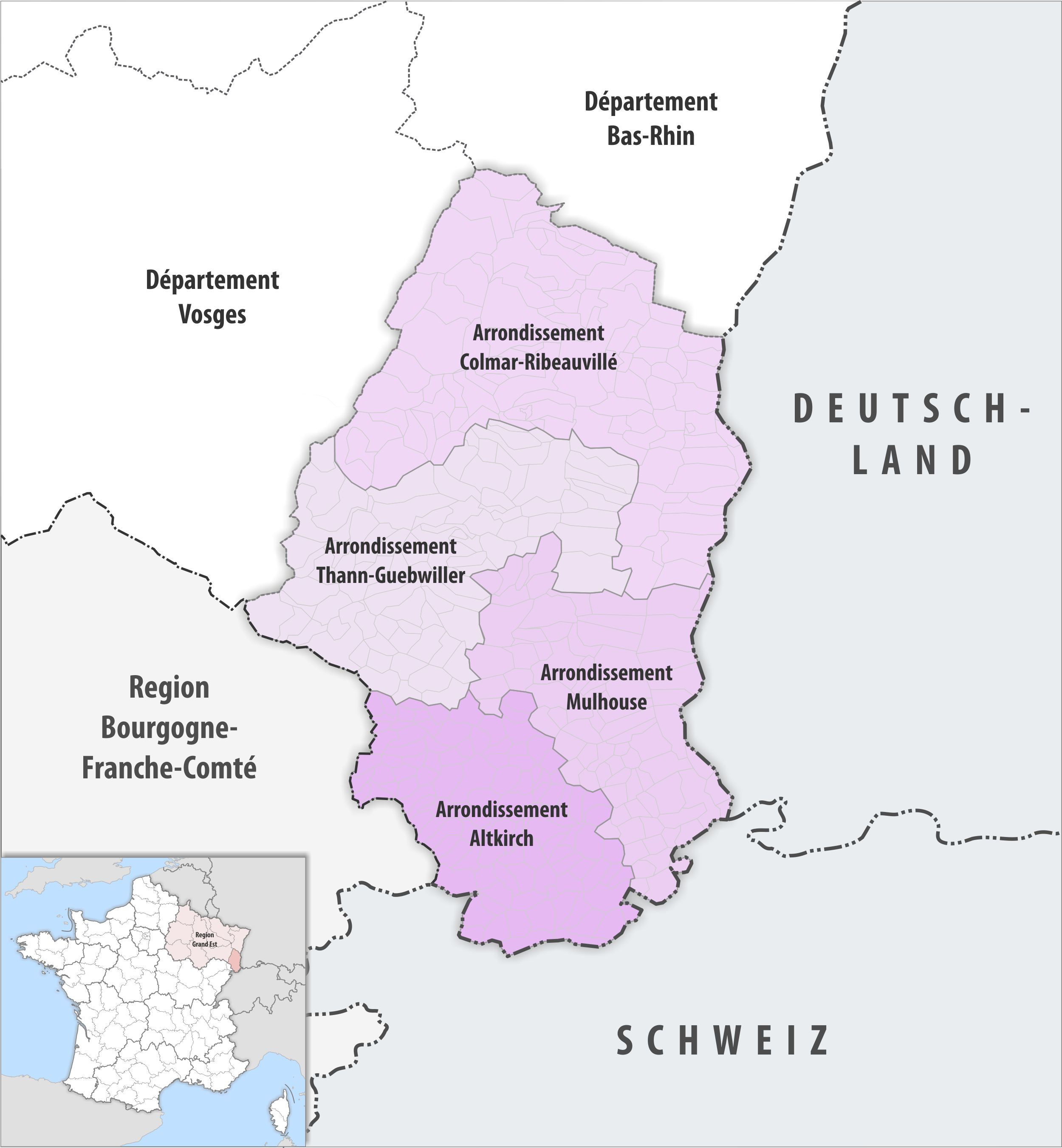
Gemeinden und Arrondissemente im Département Haut-Rhin

Das Département Haut-Rhin untergliedert sich in 4 Arrondissements, 17 Kantone und 364 Gemeinden. Am 1. Januar 2015 wurden die Arrondissements Guebwiller und Ribeauvillé aufgelöst.
| Arrondissement        | Kantone | Gemeinden | Einwohner 1. Januar 2022 | Fläche km² | Dichte Einw./km² | Code INSEE |
| --------------------- | ------- | --------- | ------------------------ | ---------- | ---------------- | ---------- |
| Altkirch              | 2       | 108       | 69.934                   | 663,05     | 105              | 681        |
| Colmar-Ribeauvillé    | 5       | 98        | 211.108                  | 1.247,89   | 169              | 682        |
| Mulhouse              | 8       | 79        | 357.005                  | 707,14     | 505              | 684        |
| Thann-Guebwiller      | 5       | 81        | 129.753                  | 907,09     | 143              | 686        |
| Département Haut-Rhin | 17      | 366       | 767.800                  | 3.525,17   | 218              | 68         |

Siehe auch:
- Liste der Gemeinden im Département Haut-Rhin
- Liste der Kantone im Département Haut-Rhin
- Liste der Gemeindeverbände im Département Haut-Rhin

## Wappen
Beschreibung: In Rot ein goldener Schrägrechtsbalken mit drei goldenen Lilienkronen beidseitig nach dem Balken gelegt.